# Vacquerie-le-Boucq Communal Cemetery
Vacquerie-le-Boucq Communal Cemetery is een begraafplaats gelegen in de Franse plaats Vacquerie-le-Boucq (Pas-de-Calais). De militaire graven worden onderhouden door de Commonwealth War Graves Commission.
De begraafplaats telt 15 geïdentificeerde Gemenebest graven uit de Tweede Wereldoorlog.